# Kanton Lannemezan
Der Kanton Lannemezan war bis 2015 ein französischer Wahlkreis im Arrondissement Bagnères-de-Bigorre, im Département Hautes-Pyrénées und in der Region Midi-Pyrénées; sein Hauptort war Lannemezan. Sein Vertreter im Generalrat des Départements war zuletzt von 2001 bis 2015, zuletzt wiedergewählt 2008, Henri Forgues.
Der Kanton umfasste 26 Gemeinden:
| Gemeinde         | Einwohner Jahr | Fläche km² | Bevölkerungsdichte | Postleitzahl | Code INSEE |
| ---------------- | -------------- | ---------- | ------------------ | ------------ | ---------- |
| Artiguemy        | 91 (2013)      | –          | – Einw./km²        | 65130        | 65037      |
| Benqué           | 84 (2013)      | –          | – Einw./km²        | 65130        | 65081      |
| Bonnemazon       | 72 (2013)      | –          | – Einw./km²        | 65130        | 65096      |
| Bourg-de-Bigorre | 169 (2013)     | –          | – Einw./km²        | 65130        | 65105      |
| Campistrous      | 309 (2013)     | –          | – Einw./km²        | 65300        | 65125      |
| Capvern          | 1293 (2013)    | –          | – Einw./km²        | 65130        | 65127      |
| Castillon        | 78 (2013)      | –          | – Einw./km²        | 65130        | 65135      |
| Chelle-Spou      | 116 (2013)     | –          | – Einw./km²        | 65130        | 65143      |
| Clarens          | 501 (2013)     | –          | – Einw./km²        | 65300        | 65150      |
| Esconnets        | 35 (2013)      | –          | – Einw./km²        | 65130        | 65162      |
| Escots           | 28 (2013)      | –          | – Einw./km²        | 65130        | 65163      |
| Espieilh         | 26 (2013)      | –          | – Einw./km²        | 65130        | 65167      |
| Fréchendets      | 32 (2013)      | –          | – Einw./km²        | 65130        | 65179      |
| Gourgue          | 58 (2013)      | –          | – Einw./km²        | 65130        | 65207      |
| Lagrange         | 230 (2013)     | –          | – Einw./km²        | 65300        | 65245      |
| Lannemezan       | 5940 (2013)    | –          | – Einw./km²        | 65300        | 65258      |
| Lutilhous        | 221 (2013)     | –          | – Einw./km²        | 65300        | 65294      |
| Mauvezin         | 238 (2013)     | –          | – Einw./km²        | 65130        | 65306      |
| Molère           | 37 (2013)      | –          | – Einw./km²        | 65130        | 65312      |
| Péré             | 54 (2013)      | –          | – Einw./km²        | 65130        | 65356      |
| Pinas            | 466 (2013)     | –          | – Einw./km²        | 65300        | 65363      |
| Réjaumont        | 183 (2013)     | –          | – Einw./km²        | 65300        | 65377      |
| Sarlabous        | 72 (2013)      | –          | – Einw./km²        | 65130        | 65405      |
| Tajan            | 151 (2013)     | –          | – Einw./km²        | 65300        | 65437      |
| Tilhouse         | 218 (2013)     | –          | – Einw./km²        | 65130        | 65445      |
| Uglas            | 289 (2013)     | –          | – Einw./km²        | 65300        | 65456      |

## Bevölkerungsentwicklung
| 1962   | 1968   | 1975   | 1982   | 1990   | 1999   | 2006   |
| ------ | ------ | ------ | ------ | ------ | ------ | ------ |
| 11.776 | 13.226 | 12.877 | 11.848 | 11.202 | 10.648 | 10.597 |